# Andreas Engelhardt (Unternehmer)
Andreas Engelhardt (* 29. Mai 1960 in Wuppertal) ist ein deutscher Manager. Parallel zu seinen beruflichen Aktivitäten war Engelhardt von 1990 bis 1995 Mitglied des Landtages von Nordrhein-Westfalen. Er war in verschiedenen Unternehmen tätig, seit den 1990er Jahren in führender Position. Seit dem 1. Oktober 2012 ist Engelhardt Vorsitzender der Geschäftsleitung der Schüco International KG in Bielefeld, seit dem 1. September 2014 persönlich haftender Gesellschafter. Seit April 2024 hat Andreas Engelhardt zusätzlich zu seiner Verantwortung als persönlich haftender Gesellschafter des Gesamtkonzerns OTTO FUCHS Beteiligungen KG und der Schüco International KG in Personalunion die Funktion des persönlich haftenden Gesellschafters der OTTO FUCHS KG übernommen.

## Herkunft
Engelhardt wurde in Wuppertal geboren. Nach dem Realschulabschluss folgte eine Lehre zum Industriekaufmann. In den Jahren 1980/1981 absolvierte er seinen Wehrdienst.

## Politik
Engelhardt trat 1976 in die Junge Union (JU) ein, ist seit 1978 Mitglied der CDU und war zuerst auf kommunalpolitischer Ebene aktiv. Er übernahm innerhalb der Jungen Union von 1983 bis 1988 den Posten als Kreisvorsitzender, und von 1984 bis 1986 saß er im Landesvorstand Rheinland. Später wurde er zudem in der JU stellvertretender Landesvorsitzender für das Land Nordrhein-Westfalen. Innerhalb seiner Partei wurde er in den Bezirksvorstand für das Bergische Land gewählt und war von 1984 bis 1989 Stadtverordneter und jugendpolitischer Sprecher der CDU-Ratsfraktion.
Engelhardt war von 1990 bis 1995 Abgeordneter des elften Landtags von Nordrhein-Westfalen. Er zog über den Listenplatz 51 der Landesliste seiner Partei in den Landtag ein. Dort hat er parallel zu seiner beruflichen Tätigkeit bis 1995 als Mitglied im Ausschuss für Wirtschaft, Mittelstand und Technologie gearbeitet.

## Unternehmerische Tätigkeit
DEVALIT: In den Jahren 1980 bis 1993 war Engelhardt in verschiedenen Funktionen, später in
Leitungsfunktionen bei Devalit, Wuppertal, tätig – einem Zulieferer von Kunststoff-Spritzteilen für die Automobilindustrie. 1987 wurde er Prokurist und leitete die Bereiche Vertrieb, Export, Beschaffungsmanagement und führte die Tochtergesellschaft in Großbritannien.
Illbruck-Gruppe: Von 1993 bis 2001 war er als Geschäftsführer in der illbruck-Gruppe tätig. Das Familienunternehmen mit Sitz in Leverkusen hat diverse Einzelunternehmen im In- und Ausland. Hier war Engelhardt sowohl für die illbruck Automotive als auch für die illbruck Bauprodukte tätig. Darüber hinaus war er Mitgeschäftsführer der Führungsholding der Division illbruck Bauprodukte International.
HP Chemie Pelzer: Von 2001 bis 2002 war Engelhardt Interimsgeschäftsführer Vertrieb und Marketing bei der HP Chemie Pelzer GmbH, Witten, einem Automobilzulieferer im Bereich von Akustik-Systemen.
Bürger AG: 2002 wurde Engelhardt in den Vorstand der Bürger Aktiengesellschaft, Hildesheim, berufen und war seit 2003 Vorsitzender des Vorstandes des Familienunternehmens, mit den Geschäftsbereichen Großhandel mit Wärme-, Kälte-, Schall- und Brandschutzprodukten und Betreiben von Baumärkten und Baustoffhandlungen.
Prym GmbH & Co. KG: Im Jahr 2005 wurde Engelhardt Vorsitzender der Geschäftsführung der William Prym GmbH & Co. KG, Stolberg.
Schüco International KG: Am 1. Oktober 2012 übernahm Engelhardt den Vorsitz der Geschäftsleitung der Schüco International KG, einem Unternehmen der Bauzulieferbranche mit Sitz in Bielefeld. Seit dem 1. September 2014 in der Funktion des persönlich haftenden Gesellschafters.

## Mitgliedschaften
Aktuell ist Andreas Engelhardt Vorsitzender des Aufsichtsrates der Surteco SE (Buttenwiesen), Mitglied des Aufsichtsrates der Saint-Gobain Isover (Ludwigshafen), Mitglied des Aufsichtsrates der BDO AG Wirtschaftsprüfungsgesellschaft (Hamburg), stellvertretender Vorsitzender des Präsidiums und Kuratoriumsmitglied der Stiftung KlimaWirtschaft (früher Stiftung 2 Grad) Deutsche Unternehmer für Klimaschutz, Mitglied des ZIA-Vorstands/Vizepräsident, Mitglied des Präsidiums des Bundesverbandes der Deutschen Industrie (BDI) und Mitglied des Kuratoriums der Stiftung „Lebendige Stadt“.